# Aymara
Pour les articles homonymes, voir Aymara (homonymie).

Distribution géographique de la langue aymara.

L’aymara, parfois écrit aimara ou aïmara, est une langue vernaculaire qui a remplacé de nombreuses autres comme l'uru (en) ou l'uchhumataqu de Bolivie.
Les variétés d'aymara forment une sous-famille linguistique avec les variétés de quechua.
L'aymara compte environ deux millions de locuteurs, essentiellement en Bolivie.

## Histoire
Comme pour la plupart des peuples autochtones, il n'y a pas ou peu de documents relatant l'histoire du peuple aymara. Quelques bribes nous sont parvenues au travers des chroniques qui relatent l'époque de la conquête ainsi que quelques récits précolombiens.
On sait cependant de façon certaine que le peuple aymara n'était pas le premier à peupler la région du Titicaca et l'Altiplano, on se pose donc la question de l'origine de ce peuple. Il y a aujourd'hui plusieurs théories, notamment la théorie localiste qui voudrait que la répartition actuelle de la langue aymara s'explique par l'essor de quelques communautés des abords du lac en direction de l'Altiplano. Une autre théorie situe l'origine du peuple aymara dans les Andes centrales du Pérou, entre Huarochirí, Yauyos, Cañete et Nazca. Ces régions, actuellement de langue quechua, faisaient autrefois partie de l'aire aymaraphone. Une troisième théorie situe l'origine du côté de la côte du Pacifique au nord du Chili.
Le peuple aymara arrive sur les pourtours du lac Titicaca deux siècles avant notre ère, il concurrence alors les peuplades Uros qu'il repousse vers les rives moins fertiles du lac  et les remplace peu à peu dans la région. Développant une culture originale et basant son économie sur le développement de l'agriculture et de l'élevage ainsi que le commerce avec les peuples alentour, le peuple prospère sur les rives bien abritées du lac. S'ensuit une période d'expansion, on retrouve de nombreuses traces archéologiques en direction sud-est du lac principalement.
C'est en passant à un stade impérial (contrairement à ce qui est parfois dit, Tiwanaku, dont le déclin se situe vers l'an 700, est antérieur à la domination aymara)  que la langue commence à se répandre dans la cordillère des Andes : on la retrouve sur tout l'Altiplano, sur la côte, depuis Arica, au Chili, jusqu'à Lima, au Pérou et au sud-est, jusqu'en Argentine. Atteignant son apogée vers l'an 900 de notre ère, la domination impériale aymara va décliner pour laisser place à plusieurs royaumes et chefferies de langue et culture aymara. Ce sont ces chefferies prospères, mais rivales que rencontrent les Incas lors de leur expansion vers le sud. Parmi celles-ci, on connaît les royaumes rivaux Lupaqas et Pacajes (de) situés sur la rive sud-ouest du lac. On ne sait pas exactement si les Aymaras se sont intégrés pacifiquement à l'empire, comme le décrit Inca Garcilaso de la Vega, ou s'ils ont livré bataille à l'Inca. L'ensemble des peuples de langue aymara sont progressivement intégrés au Qollasuyu, le quart sud de l'Empire Inca. Après la conquête et la chute du régime inca, le peuple aymara passe sous domination de la couronne d'Espagne. Cette période est parsemée de révoltes paysannes causées par les difficiles conditions de vie des communautés. Au début du XIXe siècle, les Aymaras participent aux combats pour l'indépendance de la Bolivie, mais leurs conditions de vie ne sont pas améliorées sous le pouvoir des républiques.
Du point de vue géographique, après la conquête inca, puis la colonisation espagnole, la langue aymara perd progressivement du terrain face à l'espagnol et au quechua, langue avec laquelle elle maintient une frontière flottante. Elle reste aujourd'hui enracinée sur les rives du lac Titicaca et dans les zones de peuplement aymara.
On explique en grande partie la perte de son usage comme langue véhiculaire du fait que l'évangélisation des peuples autochtones par les Européens a été principalement faite avec les langues quechua et muchik ou mochica. Toutefois, il y eut un déclin significatif du fait de l'indifférence, et parfois du mépris, des gouvernements jusqu'au milieu du XXe siècle. Après des années de délibération, le décret suprême 20227-DS du 9 mai 1984 du gouvernement bolivien, ainsi que la résolution ministérielle 1218-RM du 18 novembre 1985 du gouvernement péruvien, donnent un statut officiel à cette langue millénaire le 26 janvier 2009. De même, l'alphabet officiel aymara est reconnu, par force de loi, denominado único. Ainsi, c'est aujourd'hui la langue coofficielle de la Bolivie et du Pérou.

## Répartition géographique
Actuellement, l'aymara s'étend sur une aire appelée Qollasuyu sur l'Altiplano péruviano-bolivien et les contreforts andins des régions de Moquegua et Tacna au Pérou et de Tarapacá au Chili. On compte plus de deux millions d'aymarophones qui se subdivisent en deux dialectes :
- Aymara central : au sud du Pérou, l'Altiplano bolivien et la zone andine adjacente à la Bolivie au Chili.
- Aymara méridional : dans les régions péruviennes de Tacna et Moquegua.

On trouve cependant à travers toute l'Amérique du Sud des lieux géographiques portant un nom aymara :
- Cundinamarca, en Colombie, dérivé de Kontjimarka : ville où on est installé en premier.
- Cajamarca, au Pérou, « le village qui brille », en aymara.
- Itinez, sur la frontière boliviano-brésilienne, dérive du mot Jit'inissa signifiant « montée des eaux à l'époque des pluies ».
- K'atamarka en Argentine, village où s'accumule la poussière (ancienneté).
- Arica, au Chili, de l'aymara Arikka : la pointe.
- Tarija, en Bolivie provient de Taruja, nom du cerf ou de la biche en aymara.
- Qiwña Mulluq'u, au Pérou, de l'aymara qiwña « polylepis » et mulluq'u « rond, tête ronde, tourbillon »[2]

## Prononciation

### Voyelles
Comme le quechua, l'inuktitut et l'arabe, l'aymara n'a que trois timbres vocaliques /a/, /i/, /u/, mais possède néanmoins des allongements vocaliques, qui se notent par un tréma ‹ ¨ › sur la voyelle. Il y a ainsi six phonèmes vocaliques : ‹ a, ä, i, ï, u, ü ›. Mentionnons aussi la transformation des voyelles /i/ et /u/ en [e] et [o], respectivement, devant une consonne uvulaire ‹ q, q', qh, x ›. Il n'y a pas de diphtongue, sauf celles qui utilisent des semi-voyelles (‹ y › et ‹ w ›).

### Consonnes
L'aymara compte seize consonnes de base, mais les occlusives peuvent être glottalisées ou aspirées, ce qui porte le nombre de consonnes à vingt-six. La transcription en caractères latins se fait par l'adjonction d'une apostrophe après la lettre glottalisée, et d'un ‹ h › après la consonne aspirée.

## Morphologie
L'aymara est une langue agglutinante. De nombreux suffixes grammaticaux ou sémantiques   peuvent venir en postposition d'un nom : marques de pluriel, marques de négation ou d'affirmation, mais aussi, entre autres, marques de lieu et sens du lieu. Ainsi -ru indique le lieu, avec une notion de direction « vers », alors que -ta  indique aussi le lieu, avec une notion d'origine.
Un exemple est fourni par l'article 12 de la Déclaration universelle des droits de l'homme (« Nul ne sera l'objet d'immixtions arbitraires dans sa vie privée, sa famille, son domicile ou sa correspondance […] ») rédigé en aymara[réf. non conforme] de la façon suivante :
« Janiw k'umiñas, ñanqachañas, ch 'inanchañas utjkaspati jaqen kankañapjhata, utapjhata, qellqasitapjhata. Taqe maynir arjhatañatakiw kamachit jach'a arunakas qellqanakas utji. »
Le terme « utapjhata » est composé de uta (maison) + pjha (possessif) + ta (lieu).
De la même façon, voir la construction des expressions « aller + faire quelque chose »[réf. non conforme] :
aller chercher: thaqhaniña
aller creuser: p'ataniña
aller cuisiner: phäsiniña
aller rire : laruniña, composé de laru (rire) + ni (suffixe pour « aller ») + ña (suffixe marquant l'infinitif).

## Exemples
| Mot    | Traduction | Prononciation standard |
| ------ | ---------- | ---------------------- |
| terre  | uraqi      |                        |
| ciel   | alaxpacha  |                        |
| eau    | uma        |                        |
| feu    | nina       |                        |
| homme  | chacha     |                        |
| femme  | warmi      |                        |
| manger | manq'aña   |                        |
| boire  | umaña      |                        |
| grand  | jach'a     |                        |
| petit  | jisk'a     |                        |
| nuit   | aruma      |                        |
| jour   | uru        |                        |
| pierre | kala       |                        |

## Personnalités aymaras
- Evo Morales, leader, depuis 1997, du parti politique bolivien MAS-IPSP (Mouvement pour le socialisme - Instrument politique de la Souveraineté du Peuple). Élu président de la République bolivienne en décembre 2005.
- Túpac Katari, rebelle amérindien du XVIIIe siècle.
- Bartolina Sisa, épouse de Tupac Katari.

## Caractéristiques exceptionnelles

### Conception du temps différente
Le peuple aymara a une conception du temps différente de celle qui prévaut dans les cultures européennes : aux yeux de celles-ci, elle serait une « conception inversée ». Pour l'aymara, le passé, connu et visible, se trouve devant le locuteur, alors que le futur, inconnu et invisible, se trouve derrière lui,. Cela vaut également pour le quechua[réf. nécessaire].
Il est à noter que cette conception du temps se retrouve également en Mésopotamie ancienne[réf. nécessaire] et en Océanie, dans plusieurs langues polynésiennes.

### Logique trivalente
Selon Iván Guzmán de Rojas (en), l'aymara repose sur la logique trivalente (ou modale), plus complexe que la logique binaire des langues européennes. Elle met en œuvre l'évidentialité.